# Sarah Woolfolk Wiggins
Sarah Van Voorhis Woolfolk Wiggins (29 de junho de 1934 - 2020) foi professora de história na Universidade do Alabama em Tuscaloosa, Alabama. Ela foi a primeira mulher no departamento de história da universidade e editou The Alabama Review por 20 anos.
Ela nasceu em Montgomery, Alabama. Ela estudou no Huntingdon College e na Louisiana State University com o professor T. Harry Williams. Ela casou-se e teve filhos. Ela criou-os sozinha depois de o seu marido ter falecido.
Nas décadas de 1960 e 1970, ela escreveu vários artigos e um livro sobre a política da era da reconstrução no Alabama.